# بگذار زندگی کنم (فیلم ۱۹۶۳)
بگذار زندگی کنم (به هندی: Mujhe Jeene Do) و (به انگلیسی: Let Me Live) فیلمی هندی محصول سال ۱۹۶۳ و به کارگردانی مونی باتاچارجی است. در این فیلم بازیگرانی همچون سونیل دات، وحیده رحمان، نیروپا روی، دورگا کوته، ممتاز و رشید خان ایفای نقش کرده‌اند.